# John Ruys

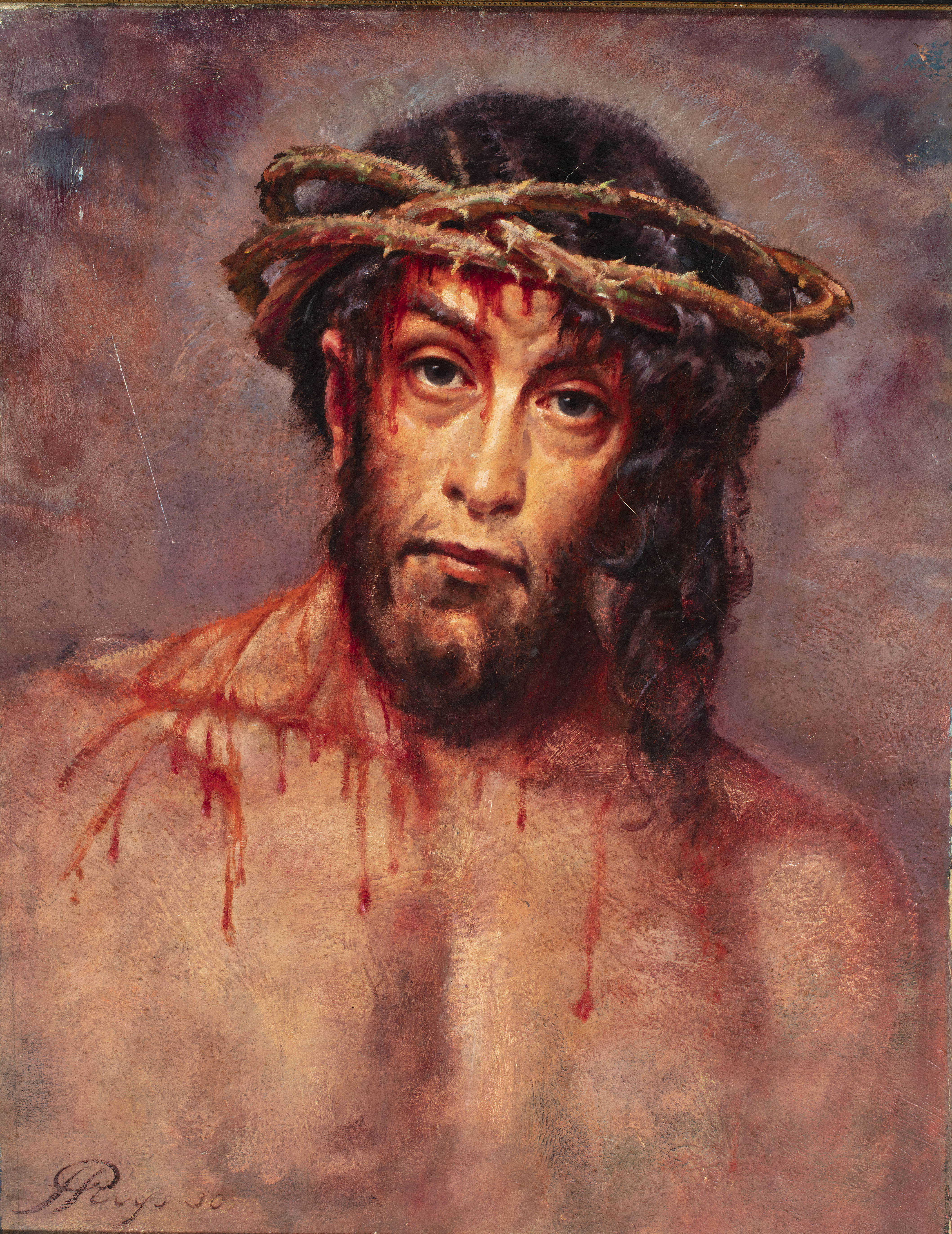
Christuskop, gesigneerd l.o. J Ruys. Collectie Catharijneconvent Utrecht ABM s435

Johannes (John) Ruys (Amsterdam, 3 augustus 1891 - Dachau, 11 februari 1945) was een Nederlands kunstschilder en een verzetsman.

## Levensloop

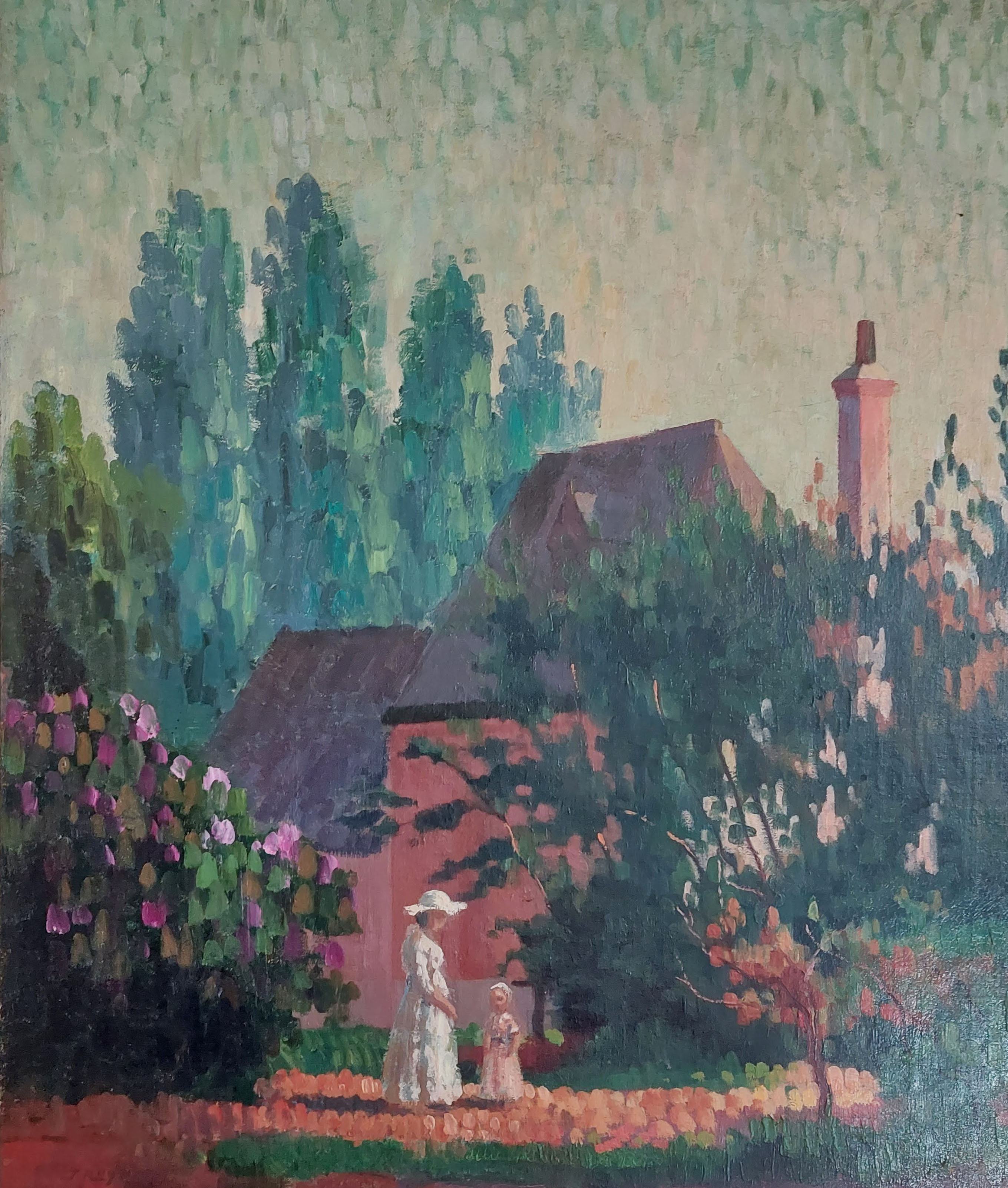
Moeder en dochter in tuin, gesigneerd l.o JRuys. Privecollectie

Ruys was een lid van het geslacht Ruys (ook Ruijs), een geslacht van commissionairs in effecten te Amsterdam, waaruit de Rotterdamsche Lloyd is voortgekomen. Hij was een zoon van Johannes Ruys (1856-1941) en Elisabeth Josephine Eugénie Boellaard (1862-1937).
Ruys was voorbestemd om ook in de rederij werkzaam te worden, maar hij koos voor het kunstenaarschap. Hij studeerde aan de School voor Kunstnijverheid in Haarlem (1908) en de Rijksakademie van beeldende kunsten in Amsterdam (1909-1912). Hij kreeg les van onder anderen Antoon Derkinderen, Bart van Hove en Nicolaas van der Waay.
Hij trouwde in 1918 met de schilderes Ernestine Marie Tydeman (1889-1967). Samen kregen zij een zoon en een dochter. Verder is Ruys verwant aan Pim Boellaard, waarmee hij in concentratiekamp Dachau verbleef vanaf 20 juni 1944 tot zijn dood op 11 februari 1945. John Ruys scheidde in 1923 van zijn vrouw en verhuisde naar Parijs, waar hij werkte als schilder.
Ruys maakte deel uit van de ondergrondse Dutch-Paris ontsnappingsroute die tijdens de tweede wereldoorlog in Nederland vervolgde personen zoals joodse families, gaellieerde piloten en Engelandvaarders via Parijs hielp ontsnappen naar Zwitserland en Spanje. De Engelandvaarder Pieter Rudolph Zeeman schrijft in zijn memoires dat hij op 17 februari 1944 onderdak kreeg bij John Ruys die woonde op 12 Rue Victor Considerant in Mont Parnasse. Zeeman beschreef Ruys als een lange magere aristocraat met dun haar, bijzonder vriendelijk en voorkomend.
Ondanks het feit dat Zeeman geen geldig identiteitsbewijs had gingen ze ’s avonds vaak uit op de Boulevard du Montparnasse. Op 11 februari 1944 had de Franse politie echter al een adresboekje met leden van de verzetsgroep te pakken gekregen waaronder ook de naam van John Ruys In de weken daarna werd het netwerk langzaam opgerold en ook Ruys werd op 9 maart gearresteerd.
Hij werd in eerste instantie naar het concentratiekamp Oranienburg gevoerd en daarna als 'Nacht und Nebel'-gevangene in het beruchte concentrartiekamp Natzweiler-Struthof. Op 20 juni 1944 werd hij overgeplaatst naar Dachau en kreeg het nummer 74122. Twee maanden later, in augustus 1944 werd hij vrijgelaten.
Op 6 september 1944 kwam Ruys voor de tweede keer Dachau binnen en kreeg een nieuw nummer, 99708. Op 11 februari 1945 overleed Ruys aan de gevolgen van vlektyfus opgedaan door zijn vrijwillige werk als verzorger in een barak waar vlektyfus heerste. Zijn naam is opgenomen op een gedenkplaat voor oorlogsslachtoffers op het Nederlandse ereveld in Orry-la-Ville 